# Interconnexion gazière Grèce-Bulgarie
L'interconnexion gazière Grèce-Bulgarie est un gazoduc entre le réseau de gazoducs grec et bulgare.
La longueur totale du gazoduc est de 182 km et la capacité prévue peut atteindre trois milliards de mètres cubes par an.

## Histoire
La cérémonie du lancement de l'interconnexion gazière Grèce - Bulgarie (IGB) s’est tenue le 1er octobre 2022 à Sofia, en République de Bulgarie.

## Financement
Le montant total des coûts d'investissement pour la construction de l'interconnexion s'élève à 240 millions d'euros.